# Elliott Montroll
Elliott Waters Montroll (* 4. Mai 1916 in Pittsburgh; † 3. Dezember 1983 in Chevy Chase (Maryland)) war ein US-amerikanischer theoretischer Physiker und Mathematiker.

## Leben
Montroll hat sich schon als Kind für Chemie begeistert und begann sein Studium der Chemie 1933 an der University of Pittsburgh, das er 1937 als Bachelor abschloss. Danach wechselte er zur Mathematik und promovierte 1939 in Pittsburgh mit einer Arbeit über die Anwendung der Theorie der Integralgleichungen auf die kinetische Gastheorie („Some Notes and Applications of the characteristic value theory of integral equations“). Danach war er 1939/40 Forschungsassistent in Chemie an der Columbia University, wobei er mit Joseph Mayer über statistische Mechanik von realen Gasen arbeitete, und 1940/1 Sterling Research Fellow an der Yale University, wo er über das Ising-Modell arbeitete.
1941/2 war er an der Cornell University und arbeitete über das Spektrum elastischer Schwingungen in Kristallgittern, Forschungen die er auch in den 1950er Jahren fortsetzte. 1942/3 war er Instructor für Physik an der Princeton University. 1943 wurde er Leiter der mathematischen Forschungsgruppe der Kellex Corporation in New York City, die Programme zur Neutronenkinetik im Rahmen des Manhattan-Projekts entwickelte. 1944 war er am Polytechnic Institute in Brooklyn als Adjunct Professor für Chemie. Ab 1946 war er wieder an der Universität Pittsburgh, zuerst als Assistant und Associate Professor und schließlich mit einer vollen Professur für Mathematik und Physik. Gleichzeitig war er von 1948 bis 1950 Leiter der Forschungsabteilung für Physik am Office of Naval Research. 1950 wurde er Research Fellow des Courant Institute of Mathematical Sciences of New York University, nahm aber 1951 eine Forschungsprofessur am Institut für Hydrodynamik und Angewandte Mathematik der University of Maryland an. 1960 wurde er leitender Wissenschaftler (Director of General Sciences) am Thomas J. Watson Research Center von IBM. 1963 wurde er Vizepräsident für Forschung am Institute for Defense Analyses in Washington, D.C.
Von 1966 bis zu seiner Emeritierung war er danach „Albert Einstein Professor of Physics“ und Direktor des Institute for Fundamental Studies an der University of Rochester. Auch nach seiner Emeritierung 1981 war er aktiv in der Forschung, an der University of Maryland und der University of California, Irvine.
Montroll arbeitete vor allem in statistischer Mechanik und stochastische Probleme (wie Zufallspfade auf Gittern), deren Methoden er auch auf soziologische und biologische Probleme und in der Chemie anwandte. Er war Mitglied der JASON Defense Advisory Group.
Montroll hatte zehn Kinder, u. a. den Origami-Spezialisten John Montroll (der zusätzlich noch die Fähigkeit besitzt in fünf Oktaven pfeifen zu können).

## Preise und Auszeichnungen
- 1959: Frederick-W.-Lanchester-Preis[5]
- 1969: Aufnahme in die National Academy of Sciences
- 1972: Aufnahme in die American Academy of Arts and Sciences

## Schriften
- mit Gordon F. Newell: „Topics in statistical mechanics of interacting particles“, University of Maryland, 1952
- Herausgeber: Fluctuation Phenomena, North Holland 1979
- mit Maradudin, George Weiss: „Theory of lattice dynamics in the harmonic approximation“, Academic Press 1963, 2. Auflage mit Ipatova 1971
- Montroll Dynamics of evolution of some socio-technical systems, Bulletin AMS, Bd.16, 1987, S. 1–46